# Victoria Ground
Victoria Ground var hjemmebane for Stoke City F.C. fra 1878. Klubben spillede på 'The Vic' i en ubrudt periode på 119 år, indtil de skiftede til Britannia Stadium
i 1997, til stor fortrydelse for mange Stoke fans, som hævdede at det nye stadion manglede atmosfære.
Den sidste kamp blev spillet d. 4. maj 1997, samme år som stadion blev nedrevet. 10 år efter, er området stadig øde.
Stadionrekord : 51.380 mod Arsenal F.C. 29. marts 1937.
52°59′57″N 2°10′57″V / 52.999302777778°N 2.1824888888889°V